# Biblis
Biblis ist eine Gemeinde im südhessischen Landkreis Bergstraße. Überregionale Bekanntheit hat sie aufgrund des hier befindlichen Kernkraftwerkes Biblis erlangt.

## Geografie

### Geografische Lage
Biblis befindet sich in der Oberrheinischen Tiefebene westlich des Odenwalds, zwischen Darmstadt im Norden und Mannheim im Süden, bzw. nördlich von Bürstadt. Biblis liegt direkt nördlich vom Unterlauf der Weschnitz, die nur wenige Kilometer nordwestlich der Gemeinde in den Rhein mündet.

### Nachbargemeinden
Biblis grenzt im Norden an die Gemeinde Groß-Rohrheim, im Osten an die Gemeinde Einhausen, im Süden an die Städte Bürstadt und Lampertheim sowie im Westen an die kreisfreie Stadt Worms (Rheinland-Pfalz).

### Gemeindegliederung
Biblis besteht aus den drei Ortsteilen Biblis, Nordheim und Wattenheim.

## Geschichte

### Von den Anfängen bis zum 18. Jahrhundert

#### Anfänge
Der erste namentlich bekannte Volksstamm, der sich in der Region um Biblis niederließ, waren die Kelten. Um 40 n. Chr. begannen die Römer mit der militärischen Besetzung rechtsrheinischer Gebiete. Um 260 überrannten die Alemannen den römischen Limes, drängten die Römer über den Rhein zurück und besiedelten das Gebiet. Am Bahnhof von Biblis wurden Reste einer römischen Siedlung und nahe der Weschnitzmündung in den Rhein ein schon durch die Römer genutzter Naturhafen gefunden. An gleicher Stelle entstand die spätere Burg Stein. Nach 500 wurden die Alemannen durch die Franken verdrängt, die die Region besiedelten, was durch fränkische Reihengräber bei Biblis, Wattenheim und Klein-Rohrheim belegt wird.
Im Jahr 764 war die Gründung des Klosters Lorsch, das in den folgenden Jahrhunderten die Region entscheidend prägte.
Am 20. Januar 773 schenkte Karl der Große die Stadt Heppenheim nebst dem zugehörigen Bezirk, der ausgedehnten Mark Heppenheim, die einen Verwaltungsbezirk des Frankenreichs bezeichnete, der zum Reichskloster erhobenen Abtei Lorsch. Von hier wurde die Urbarmachung und Besiedlung des Gebietes betrieben. Gefördert durch viele weitere Schenkungen gehörte das Kloster im 9.–12. Jahrhundert zu den größten und mächtigsten Benediktinerabteien Deutschlands.
Der Ort Biblis wurde im Jahre 836 unter dem Namen Bibifloz erstmals im Lorscher Codex, einem Besitzverzeichnis des Klosters, urkundlich erwähnt, als Biblis zusammen mit Wattenheim und Zullestein dem Kloster Lorsch überlassen wurde. Im Jahre 1232 unterstellte Kaiser Friedrich II. die Reichsabtei Lorsch dem Erzbistum Mainz und seinem Bischof Siegfried III. von Eppstein zur Reform. Die Benediktiner widersetzten sich der angeordneten Reform und mussten deshalb die Abtei verlassen. Sie wurden durch Zisterzienser aus dem Kloster Eberbach und diese 1248 durch Prämonstratenser aus dem Kloster Allerheiligen ersetzt. Von diesem Zeitpunkt an wurde das Kloster als Propstei weitergeführt. Durch die Freiheiten des Reichsklosters waren die Klostervögte Verwalter und Gerichtsherren innerhalb des Klosterbesitzes. Dieses Amt kam um 1165 in den Besitz der Pfalzgrafen. Aus dieser Konstellation entwickelten sich schwere Auseinandersetzungen zwischen dem Erzbistum Mainz und der Kurpfalz als Inhaber der Vogtei. Diese Streitigkeiten konnten erst Anfang des 14. Jahrhunderts durch einen Vertrag beigelegt werden, in dem die Besitzungen des Klosters zwischen Kurmainz und Kurpfalz aufgeteilt und die Vogteirechte der Pfalzgrafen bestätigt wurden.
1267 wird erstmals ein Burggraf auf der Starkenburg (über Heppenheim) genannt, der später auch das Amt Starkenburg verwaltete und in dessen Bezirk Biblis lag. Die Gerichtsbarkeit wurde von der Zent Heppenheim ausgeübt, deren oberster Richter ebenfalls der Burggraf war. Die erste Erwähnung des Kellners in Heppenheim erfolgte 1322. Er hatte seinen Sitz im Amtshof von Heppenheim und war der höchste Finanz- und Justizbeamte nach dem Burggrafen.
Die Hohe Gerichtsbarkeit über den Ort wurde durch die „Zent Heppenheim“ ausgeübt. Die Niedere Gerichtsbarkeit lang noch nachweislich bis 1592 beim Schultheißen und lokalen Schöffen.
Im 14. Jahrhundert sind als Grundbesitzer mehrere lokale Adlige und Ritter überliefert, und in Biblis befand sich eine Burg, von der heute keine Reste mehr vorhanden sind. So bekannte 1313 „Slaberhus von Rüdesheim“, das Dorf vom Mainzer Erzbischof als Lehen erhalten zu haben. 1370 verpfändete Konrad von Rüdesheim den Ort mit Zustimmung des Mainzer Erzbischofs Gerlach dem Kämmerer von Worms. Um 1400 erhielten die Schliederer von Lachen die Burg Biblis mit Zubehör vom Mainzer Erzbischof zu Lehen. Im Jahre 1418 verpfändete dieser das Dorf an Konrad von Bickenbach und löste das Pfand im gleichen Jahr wieder ein.

#### Pfälzer Pfandschaft und Reformation
Im 15. Jahrhundert wurde die Stellung des Klosters Lorsch weiter geschwächt, und im Zuge dieser Entwicklung übergab 1436 Erzbischof Dietrich von Mainz die Pfarrei Biblis mit allem Zubehör dem Liebfrauenstift zu Mainz. Im Verlauf der für Kurmainz verhängnisvollen Mainzer Stiftsfehde wurde das Amt Starkenburg an Kurpfalz wiedereinlöslich verpfändet und blieb anschließend für 160 Jahre pfälzisch. Pfalzgraf Friedrich I. hatte sich für seine Unterstützung von Erzbischof Diether – im durch die Kurfürsten am 19. November 1461 geschlossenen „Weinheimer Bund“ – das „Amt Starkenburg“ verpfänden lassen, wobei Kurmainz das Recht erhielt, das Pfand für 100.000 Pfund wieder einzulösen.
In den Anfängen der Reformation sympathisierten die pfälzischen Herrscher offen mit dem lutherischen Glauben, aber erst unter Ottheinrich, Kurfürst von 1556 bis 1559, erfolgte der offizielle Übergang zur lutherischen Lehre. Danach wechselten seine Nachfolger und gezwungenermaßen auch die Bevölkerung mehrfach zwischen der lutherischen, reformierten und calvinistischen Religion. Als Folge der Reformation hob die Kurpfalz 1564 das Kloster Lorsch auf. Die bestehenden Rechte wie Zehnten, Grundzinsen, Gülten und Gefälle des Klosters wurden fortan durch die „Oberschaffnerei Lorsch“ wahrgenommen und verwaltet. Auch für Biblis bedeutet das eine bewegte Zeit. Etwa um 1555 begann der erste lutherische Pfarrer seine Tätigkeit in Biblis. Ab 1562 muss dieser sich nach der neuen reformierten Kirchenordnung richten, und 1563 wurde der Heidelberger Katechismus eingeführt. Von 1571 bis 1577 hatte Biblis einen reformierten Pfarrer und von 1577 bis 1584 wieder einen lutherischen, bevor ab 1583 unter Friedrich IV. wieder die reformierte Lehre einführt wurde.
Die Urkunden aus der Pfälzer Zeit belegen für Biblis des Weiteren:
- Im Jahr 1535 ließ der Pfälzer Kurfürst Ludwig V. den Landgraben anlegen und eine Bachordnung aufstellen. Ebenso wurde die neue Weschnitz auf seine Weisung angelegt.
- Die Gemeinde Biblis errichtete 1590 neben dem Backhaus ein Schulhaus und sorgte für dessen Erhaltung.
- Für das Jahr 1606 ist die erstmalige Nennung des heutigen Namens „Biblis“ bezeugt. Im selben Jahr verkaufte das Liebfrauenstift zu Mainz seinen Anteil am Bibliser „Zehenden“ an die Kurpfalz.
- 1608 wurde in Biblis eine stattlichere Kirche errichtet.
- Im Jahr 1610 brach im Ort die „Rote Ruh“ aus und forderte 25 Tote.

Aus dem Jahr 1566 findet sich im Starkenburger Kompotenzbuch der Vermerk, dass sich in Biblis 119 Herdstätten befinden und die Stiftsherren Kloster „Zu unserer lieben Frau“ in Mainz einen Teil des Zehnten von Biblis beziehen, während der anderen Teil an die Kurpfalz geht. Im Jahr 1570 überließ das Kloster seinen Anteil dem Pfälzer Kurfürsten Friedrich III.

#### Dreißigjähriger Krieg
Im Jahr 1618 brach der Dreißigjährige Krieg aus, in dessen Verlauf Biblis mehrfach verwüstet und die Bewohner durch die Pest stark dezimiert wurden. Für das Kloster Lorsch bedeutete die Schließung der Propstei 1619 das endgültige Aus. 1623 eroberten spanische Truppen für die katholische Kriegspartei die Region und Biblis und stellen so die Kurmainzer Herrschaft wieder her. Bereits 1621 hatten sie die Starkenburg eingenommen und als Operationsbasis für die weitere Eroberung genutzt. Dabei wurden die Orte Nordheim Biblis und Wattenheim gebrandschatzt, und das von den Spaniern besetzte Kloster Lorsch brannte ab. Im selben Jahr wurde die Burg Stein von den Spaniern eingenommen und die pfälzischen Truppen wurden bei Bürstadt besiegt. Vom 26. Oktober 1623 wird berichtet, dass 124 Einwohner von Lorsch, 26 Einwohner von Klein-Hausen, 66 Einwohner von Bürstadt und 81 Einwohner von Biblis dem Erzbischof von Mainz huldigten, der unter dem militärischen Schutz der von Tilly geführten Truppen stand. Damit begann die Rekatholisierung des Gebietes, die ab 1624 von Jesuiten aus Aschaffenburg vorangetrieben wurde. Der Mainzer Erzbischof gab 1625 den Calvinisten den Befehl, den katholischen Glauben bis spätestens Ostern 1626 anzunehmen oder das Land zu verlassen. Im Jahr 1626 galt die Gegenreformation im Amt Starkenburg und damit auch in Biblis als abgeschlossen.
Der Schrecken dieses Krieges war aber für die Bibliser noch lange nicht vorbei. Die für die evangelische Seite kämpfenden schwedischen Truppen drangen 1631 bis an die Bergstraße vor und brachten den Calvinismus zurück. Am 6. und 7. Dezember überquerten sie unter König Gustav Adolf bei Erfelden den Rhein, und die Stadt Gernsheim wurde für eine Kontribution von 300 Reichstalern übergeben. Die Burg Stein wurde von der lothringisch-spanischen Besatzung in Brand gesetzt, und die Schweden konnten nur noch eine Ruine übernehmen. In den Jahren 1632 und 1633 wütete in Biblis die Pest, und das Sterbebuch vermerkte allein für das Jahr 1632 120 Tote. Im Jahr 1634 geriet die Bibliser Kirche in Brand und wurde weitgehend zerstört. Nach der Niederlage der Evangelischen bei Nördlingen am 6. September 1634 zogen sich 1635 die schwedischen Truppen von der Bergstraße zurück, und die zweite katholische Restauration begann. Letztlich veranlasste der katholische Sieg bei Nördlingen Frankreich, an der Seite der nun geschwächten Schweden in den Dreißigjährigen Krieg einzugreifen. Mit dem Schwedisch-Französischen Krieg begann ab 1635 das blutigste Kapitel des Dreißigjährigen Krieges.
Aus der Region um Biblis berichten die Chronisten aus jener Zeit: »Pest und Hunger wüten im Land und dezimieren die Bevölkerung, sodass die Dörfer öfters völlig leer stehen. Aus Haußen erhalten wir von 1642 die Nachricht, dass kaiserliche Truppen viermal in Haußen einfielen und einen Schaden von 26 Gulden anrichteten.« Ebenso schrieben die Chronisten im selben Jahr: „Die Pfarrhäuser in Biblis, Bürstadt und Lorsch sind verbrannt und verfallen“. In den Jahren 1644 und 1645 wurde die Stadt Gernsheim erst von französischen und dann von bayerischen Truppen eingenommen. 1646 war Biblis unbewohnt, und 1647 kamen die Franzosen unter Generalmarschall Turenne als Sieger nach Gernsheim und forderten die Zerstörung der Festungswerke.

#### Rückgabe an Kurmainz
Mit dem Ende des Dreißigjährigen Krieges durch den Westfälischen Frieden 1648 wurde die Rückgabe des verpfändeten Oberamtes Starkenburg an Kurmainz festgeschrieben, und mit dem Bergsträßer Rezess von 1650 legten die beiden Kurfürsten die verbliebenen konfessionellen und territorialen Streitigkeiten bei, und die Rekatholisierung der Orte des Amtes Starkenburg wurde abgeschlossen. Somit kam auch Biblis endgültig wieder unter Kurmainzer Herrschaft, die bis zur Auflösung von Kurmainz 1803 andauerte. Für diese Kurmainzer Zeit sind eine Reihe von Ereignissen in Biblis belegt:
- 1653 wurde wieder ein katholischer Pfarrer eingesetzt, und der „Regensburger Rezess“ regelte Streitigkeiten zwischen Kurmainz und Kurpfalz um die Herrenwiesen zwischen Biblis und Klein-Hausen.
- In den Jahren 1658 bis 1660 wurden in Biblis ein neues Pfarrhaus erbaut, eine Glocke beschafft, die schwer beschädigte Kirche wieder hergerichtet und durch einen neuen, dem Heiligen Bartholomäus geweihten Hochaltar ergänzt.
- Im Jahr 1666 brach in Biblis erneut die Pest aus, und 29 Personen starben daran.
- Am Beginn des 18. Jahrhunderts erhielt die Bibliser Kirche zwei neue Glocken und eine Orgel, die durch die Gemeinde beschafft wurde. Im Jahr 1719 war die Bevölkerung wieder auf 883 Personen angewachsen.
- Im Jahr 1720 ließ der Mainzer Erzbischof vom Bibliser Hayngericht eine Renovation durchführen, deren Ergebnis eine Zusammenstellung der Rechte und Pflichten der Gemeinde sowie ein Güterverzeichnis war.
- Infolge der Kaiserkrönung von Karl VII. am 12. Februar 1742 in Frankfurt am Main und des Österreichischen Erbfolgekriegs marschieren französische, russische und 1744 auch ungarische Truppen durch Biblis und Groß-Rohrheim.
- In den Jahren 1761 bis 1762 wurde die 1560 erbaute Kirche in Biblis umgebaut und mit einer neuen Orgel ausgerüstet.
- Im Jahr 1787 verursachte der Eisgang auf dem Rhein eine Reihe schwerer Überschwemmungen. Alleine in der Gemarkung von Biblis brach der Rheindeich an sieben Stellen. Im Juni, Juli und September des gleichen Jahres kam es erneut zu Überschwemmungen.
- Im Jahr 1800 kam es in Biblis erneut zu einer Pestepidemie, in wenigen Monaten dieses Jahres starben in Biblis 128 Menschen, darunter 112 Kinder.

Im Jahr 1782 führte Kurmainz eine Verwaltungsreform im Bereich des „Amtes Starkenburg“ durch, mit der in Lorsch eine Amtsvogtei eingerichtet wurde. Das Amt wurde in Oberamt umbenannt und bestand nun aus den Amtsvogteien Lorsch, Fürth, Heppenheim und Bensheim. Zur „Amtsvogtei Lorsch“ gehörten neben Biblis auch Lorsch, Bürstadt, Klein-Hausen und Viernheim. Das Oberamt Starkenburg wiederum war dem „Unteren Erzstift“ des „Kurfürstentums Mainz“ unterstellt.

### Vom 19. Jahrhundert bis heute

#### Biblis wird hessisch
Das ausgehende 18. und beginnende 19. Jahrhundert brachte Europa weitreichende Änderungen. Als Folge der Napoleonischen Kriege wurde bereits 1797 das „Linke Rheinufer“ und damit der linksrheinische Teil von Kurmainz durch Frankreich annektiert. In der letzten Sitzung des Immerwährenden Reichstags in Regensburg wurde im Februar 1803 der Reichsdeputationshauptschluss verabschiedet, der die Bestimmungen des Friedens von Lunéville umsetzte, und die territorialen Verhältnisse im Heiligen Römischen Reich (Deutscher Nation) neu regelte. Durch diese Neuordnung wurde Kurmainz aufgelöst, das Oberamt Starkenburg und mit ihm Biblis kam zur Landgrafschaft Hessen-Darmstadt. Das „Amt Lorsch“ wurde als hessische Amtsvogtei weitergeführt, das Oberamt aber 1805 aufgelöst. Auch das zum ebenfalls aufgelösten Bistum Worms gehörige Amt Lampertheim, ehemaliges Amt der Burg Stein, kam 1803 zu Hessen. Im selben Jahr siedelt der letzte Kurfürst von Mainz Karl Theodor von Dalberg nach Regensburg über. Die übergeordnete Verwaltungsbehörde war der „Regierungsbezirk Darmstadt“ der ab 1803 auch als „Fürstentum Starkenburg“ bezeichnet wurde.
In der Landgrafschaft Hessen-Darmstadt wurde mit Ausführungsverordnung vom 9. Dezember 1803 das Gerichtswesen neu organisiert. Für das Fürstentum Starkenburg wurde das „Hofgericht Darmstadt“ als Gericht der zweiten Instanz eingerichtet. Die Rechtsprechung der ersten Instanz wurde durch die Ämter bzw. Standesherren vorgenommen. Das Hofgericht war für normale bürgerliche Streitsachen Gericht der zweiten Instanz, für standesherrliche Familienrechtssachen und Kriminalfälle die erste Instanz. Übergeordnet war das Oberappellationsgericht Darmstadt. Damit hatten die „Zent Heppenheim“ und die mit ihnen verbundenen Zentgerichte endgültig ihre Funktion eingebüßt.
Unter Druck Napoleons wurde 1806 der Rheinbund gegründet, dies geschah mit dem gleichzeitigen Reichsaustritt der Mitgliedsterritorien. Dies führte am 6. August 1806 zur Niederlegung der Reichskrone durch den römisch-deutschen Kaiser Franz II., womit das Alte Reich aufhörte zu bestehen. Am 14. August 1806 wurde die Landgrafschaft Hessen-Darmstadt, gegen Stellung hoher Militärkontingente an Frankreich und den Beitritt zum Rheinbund, von Napoleon zum Großherzogtum erhoben, anderenfalls drohte er mit Invasion.
Die Historisch-topographisch-statistische Beschreibung des Fürstenthums Lorsch, oder Kirchengeschichte des Oberrheingaues berichtet 1812 über das Amt Lorsch und Biblis:

„Das Amt Lorsch enthält 5 Ortschaften, nämlich: Lorsch, Biblis, Würrstadt, Kleinhausen und Virnheim und gränzt mit denselben an die Ämter Heppenheim, Bensheim, Gernsheim, Lampertheim und Weinheim. Im ganzen Amte Lorsch finden sich 1071 Wohngebäude und 7083 Seelen. Unter letzteren sind 6969 Katholicken, 10 Lutheraner, 8 Reformirte, und 96 Juden. Sämtlliche Unterthanen dieses Landes sind leibeigen. An Grund und Boden enthält das Amt 14,269 Morgen und 3 Vrtl Äcker, 3462 M. 1 Vrtl. Wiesen und Waiden, und 15015 M. 2 Vrtl. Waldung. Das ganze Amt Lorsch gehört noch ist, so wie vor Alters, zur Cent Heppenheim; es zeigt uns die Beilage …, was die Ortschaften dieses Amtes bei peinlichen Gerichtsfällen zu thun und zu leisten haben. Vor dem 17. Jahrhunderte wohnte der Keller oder Einnehmer der klösterlichen und nachher landesherrlichen Gefälle immer in Lorsch. Derselbe kam aber nachdem das Erzstift Mainz wieder in den Besitz der Bergstraße und des Klosters Lorsch gekommen, und letzteres endlich noch zerstört worden war nach Bensheim, woselbst eine herrschaftlich Amtstellerei errichtet, zugleich aber auch damit die Oberschaffner von Lorsch verbunden wurde. Diese Amtskellerei hat auch zugleich die Justizverwaltung bis zum Jahr 1782, wo nicht allein in Bensheim, sondern auch in Lorsch ein eigenes Justizamt errichtet wurde. Nach aufgehobenem Oberamte Starkenburg (1804) wurde solches selbstständig.

…

Flecken Biblis (Bibeloz, Bibiloz, Bibifloz, Bibeloß) ein beträchtliches Pfarrdorf oder Flecken liegt in einer ganz ebenen Gegend, auf der rechten Seite der Weschnitz. ½ Stunde vom Rhein, 1 Stunde von Bürrstadt, 3 von Heppenheim, 2 von Lorsch, und eben so viel Stunden von Worms entfernt. Seine Gränznachbarn sind Wattenheim, Bobstadt, Groß- und Kleinhausen, Jägersburg und Großrorheim. Schon im Jahr 842 schenkte König Ludwig der Deutsche dem Grafen Wernher seine Güter und die Kirchen zu Biblis und Wattenheim, welche derselbe Graf Wernher bald darauf dem Kloster Lorsch schenkte und dieselbe sodann auf Zeitlebens als Lehen (Precaria) zurückerhielt. Diese und noch mehrere andere Schenkungen verschafften dem Kloster Lorsch gar bald das volle Eigenthum von Biblis, welches auch mit diesem Kloster an Kurmainz und so fort an Hessen übergieng. Es war aber such eine Zeitlang in fremden Händen, indem der Erzbischof Peter von Mainz das Dorf Biblis (Villarn Bibelos) mit allem Zugehör dem Wilhelm Schlaperhaus von Rüdesheim (Slaperhus de Rudisheim) im Jahr 1313 als Lehn übergeben hatte. Biblis blieb auch hierauf eine zeitlang bei der Familie von Rüdesheim wie uns eine Urkunde vom Jahr 1338 lehrt. Ein Conrad von Rüdesheim verkaufte aber im Jahr 1370, mit Wissen und Willen seines Lehensherrn, des Erzbischoffs Gerlach von Mainz, sein Dorf Bybelos mit allem Zugehör an Diether, Kämmerer von Worms für 2000 fl. in Geld auf Wiederlöse. Wie lange die Familie von Dalberg oder jene von Rüdesheim im Besitze des Dorfes Biblis geblieben sey, ist mir unbekannt; jedoch glaube ich, daß sich dieser Besitz nicht über das 14te Jahrhundert hinaus erstreckt habe, indem man hievon in Urkunden weiter nichts mehr findet, und es auch ohnehin sicher ist daß das Dorf Biblis bei der Pfandverschreibung der Bergstraße an Kurpfalz ebenfalls mit begriffen war und eben so auch von Kurpfalz bis zur Wiedereinlösung besessen wurde.

…

Biblis hat dermalen 194 Wohnhäuser und 1354 Einwohner. Großherzogliche Hostammer besitzt in Biblis einen Hof, den Ulrichshof genannt, sammt einem Hofguthe und etwa Wald, ferner das vormalige Deutschordens Guth, so wie die Andressstiffttischen- und Karmeliterklostergüther (von Worms). Auch hat die Oberschaffnerei Lorsch ein Erbbestandsguth allda. Endlich haben auch die von Wambold, von Dalberg, von Sickingen und von Schmittburg Gütther daselbst. Das von Schliederisch Guth ist als apertes Lehn dem Landesherrn heimgefallen. Die Pfarrgüther, nämlich die allerälteften, nennt man hier, so wie es vor Alters gewöhnlich war, den Wittum; sie sind Zehendfrei. Die Biblis Feldmark, welche zwar fruchtbar, aber den Überschwemmungen allzusehr ausgesetzt ist, besteht aus 4412 Morgen Äcker, Wiesen und Waide. Von letzterer ist ein Theil urbar gemacht worden. Nebst diesem hat auch die Gemeinde einen eigenen beträchtlichen Wald, ein anderer Theil des Walds aber in Biblisser Gemarkung (ein Viertheil des ganzen Biblisser Waldes) ist Gnädigster Herrschaft eigen, welche auch ein Jäger und Förster in Biblis hält. Den Fischfang in der Weschnitz hat ebenfalls die Herrschaft.“

Nach der endgültigen Niederlage Napoleons regelte der Wiener Kongress 1814/15 auch die territorialen Verhältnisse für Hessen, daraufhin wurden 1816 im Großherzogtum Provinzen gebildet. Dabei wurde das vorher als „Fürstentum Starkenburg“ bezeichnete Gebiet, das aus den südlich des Mains gelegenen alten Hessischen und den ab 1803 hinzugekommenen rechtsrheinischen Territorien bestand, in „Provinz Starkenburg“ umbenannt.
Das Amt Lorsch wurde 1823 im Neueste Länder- und Völkerkunde: Ein geographisches Lesebuch für alle Stände wie folgt beschreiben:

„Amt Lorsch mit 1 Marktflecken, 7 anderen Orten, 1,146 Häus. und 8,755 Ein.

Lorsch, Marktflecken an der Waschnitz, und Amtssitz in den Gebäuden der vormaligen Prämonstratenser Abtei. 262 Häus. und 1,660 Einw. Wie in der Nähe alter Klöster Wild, Holz, Fische, gute Weide und gute Wein, sobald es das Klima nur erlaubt, nie zu fehlen pflegen: so findet man auch alle diese Hülfsmittel eines bequemen spekulativen Lebens, in der Nähe von Lorsch vereint. – Dörfer: Biblis, Bürstadt, Kleinhausen, Seehoff, Virnheim.“

1821 wurden im Rahmen einer umfassenden Verwaltungsreform die Amtsvogteien in den Provinzen Starkenburg und Oberhessen des Großherzogtums aufgelöst und Landratsbezirke eingeführt, wodurch Biblis zum Landratsbezirk Heppenheim kam. Im Rahmen dieser Reform wurden auch Landgerichte geschaffen, die unabhängig von der Verwaltung waren. Die Landgerichtsbezirke entsprachen in ihrem Umfang den Landratsbezirken. Für den Landratsbezirk Heppenheim war das Landgericht Lorsch als Gericht erster Instanz zuständig. Diese Reform ordnete auch die Verwaltung auf Gemeindeebene neu. So war die Bürgermeisterei in Biblis eine von 12 Bürgermeistereien im Landratsbezirk. Entsprechend der Gemeindeverordnung vom 30. Juni 1821 gab es keine Einsetzungen von Schultheißen mehr, sondern einen gewählten Ortsvorstand, der sich aus Bürgermeister, Beigeordneten und Gemeinderat zusammensetzte.
Die Statistisch-topographisch-historische Beschreibung des Großherzogthums Hessen schreibt 1829 über Biblis:

„Biblis (L. Bez. Heppenheim) kath. Pfarrdorf, liegt unweit der Weschnitz 3⁄4 St. vom Rhein, 3 1⁄2 St. von Heppenheim und 2 St. von Lorsch, und hat 224 Häuser und 2000 Einw., die bis auf 2 Luth. und 75 Juden alle katholisch sind, und eine in der zweiten Hälfte des 18. Jahrhunderts erbaute Kirche. — Graf Wernher, oder Werner hatte diesen, Ort der unter dem Namen Bibifloz vorkommt, vom König Ludwig erhalten, und übergab ihn, sammt der Kirche und allem Zugehör, 846, dem Kloster Lorsch, von welchem er nachher an Mainz gekommen ist. Erzbischof Peter von Mainz belehnte 1313 Withelm Schlopperhaus von Rüdesheim mit dem Ort, und ein Conrad von Rüdesheim verkaufte den selben, 1370, mit lehnsherrlicher Bewilligung, an Diether, Kämmerer von Worms um 2000 fl. auf Wiederkauf. Dieser Wiederkauf muß statt gefunden haben. Im Jahr 1802 kommt der Ort von Mainz an Hessen. — Die Rheinfluchen haben 1824 Biblis und seine Gemarkung, mannshoch unter Wasser gesetzt und dadurch bedeutenden Schaden zugefügt.“

1832 wurden die Verwaltungseinheiten weiter vergrößert, und es wurden Kreise geschaffen. Nach der am 20. August 1832 bekanntgegebenen Neugliederung sollte es in Süd-Starkenburg künftig nur noch die Kreise Bensheim und Lindenfels geben; der Landratsbezirk von Heppenheim sollte in den Kreis Bensheim fallen. Noch vor dem Inkrafttreten der Verordnung zum 15. Oktober 1832 wurde diese aber dahingehend revidiert, dass statt des Kreises Lindenfels neben dem Kreis Bensheim der Kreis Heppenheim als zweiter Kreis gebildet wurde. Biblis wurde dem Kreis Bensheim zugeordnet.
Im Neuestes und gründlichstes alphabetisches Lexicon der sämmtlichen Ortschaften der deutschen Bundesstaaten von 1845 findet sich folgender Eintrag:

„Biblis. – Dorf mit kathol. Pfarrkirche, resp. zur evangel. Pfarrkirche Großrohrheim gehörig. 224 H. 2000 E. (inkl. 75 Juden). – Großherzogthum Hessen. – Provinz Starkenburg, – Kreis Bensheim. – Landger. Gernsheim. – Hofger. Darmstadt. – Das Dorf Biblis, unweit der Weschnitz, 3/4 St. vom Rhein und 3½ St. von Heppenheim belegen, ist sehr alt und kommt im J. 846 unter dem Namen Bibiflez vor, wo es auch schon eine Kirche hatte. Im J. 1802 ist der Ort von Mainz an Hessen abgetreten worden.“

1839 wurde das Landgericht Gernsheim geschaffen und Biblis dessen Bezirk zugeordnet.
Am 31. Juli 1848 wurden die Kreise und die Landratsbezirke des Großherzogtums abgeschafft und durch „Regierungsbezirke“ ersetzt, wobei die bisherigen Kreise Bensheim und Heppenheim zum Regierungsbezirk Heppenheim vereinigt wurden. Bereits vier Jahre später, im Laufe der Reaktionsära, kehrte man aber zur Einteilung in Kreise zurück, und Biblis wurde wieder Teil des Kreises Bensheim.
Die im Dezember 1852 aufgenommenen Bevölkerungs- und Katasterlisten ergaben für Biblis: Biblis, ein katholisches Pfarrdorf unweit der Weschnitz nicht weit vom Rhein, mit dem Forstwartshaus Obersthorst (Gehhorst) und einer Ziegelei, hatte 2276 Einwohner. Die Gemarkung bestand aus 8851 Morgen, davon waren 4114 Morgen Ackerland, 2457 Morgen Wiesen und 1745 Morgen Wald.
In den Statistiken des Großherzogtums Hessen werden, bezogen auf Dezember 1867, für das Pfarrdorf Biblis 386 Häuser, 2176 Einwohner und eigene Bürgermeisterei angegeben; zugeordnet sind der Kreis Bensheim, das Landgericht Gernsheim, die evangelische Pfarrei Groß-Rohrheim (Dekanat Zwingenberg) und die katholische Pfarrei Biblis (Dekanat Bensheim).
Die Ortschronik von Biblis verzeichnet bis zum Beginn des Ersten Weltkrieges eine ganze Reihe von Ereignissen. So für das Jahr 1824, die Beschaffung der ersten Handdruck-Feuerspritze. Auf dem Rhein ereignet sich Neues durch die Dampfboote eines Wormser Unternehmers, der die „Die Adler des Oberrheins“ genannten Schiffe zwischen Mannheim und Mainz verkehren ließ. Weiter Verbesserungen der Infrastruktur ergaben sich durch den Bau der Eisenbahnlinie Darmstadt–Worms, der Ludwigsbahn, die 1869 begonnen und 1877 fertiggestellt wurde. 1869 fand in Biblis eine landwirtschaftliche Ausstellung statt, die unter anderem ein brauchbares Fahrrad, ein Hochrad, vorstellte. 1880 hatten Biblis und die Nachbarorte nach einem Bruch des Rheindamms unter dem Hochwasser zu leiden. Biblis und Groß-Rohrheim wurden vollständig überschwemmt und das Wasser stand bis zum Forsthaus Jägersburg. Für das Jahr 1882 ist die Gründung der Freiwilligen Feuerwehr verzeichnet und ein Rheinhochwasser brachte wieder Not über die Bevölkerung. Als am 28. Dezember der Rheindamm bei Rosengarten brach, wurden die Orte Hofheim, Nordheim, Wattenheim und Bürstadt überflutet und am 2. Januar durch den Bruch des Wechnitzdeiches auch Biblis. Aber auch positive wirtschaftliche Impulse waren in diesem Jahr durch den Beginn des großangelegten Gurkenanbaus zu verzeichnen. Für das Jahr 1900 waren weitere Infrastrukturverbesserungen zu vermelden, so wurde bei Worms sowohl die Ernst-Ludwig-Brücke für den Straßenverkehr, als auch die Eisenbahnbrücke über den Rhein dem Verkehr übergeben. In den folgenden Jahren wurde die Gurkenproduktion und Verarbeitung in Biblis weiter gesteigert. 1900 wurden auf 72 ha Gurken angebaut, 1908 eröffnet die Gemüseverwertungsgesellschaft eine Fabrik, und 1913 eröffnete die Firma Kölsch eine Fabrik für Gurkenkonserven.
Im Ersten Weltkrieg hatte Biblis 86 Gefallene zu beklagen. Nach dem Krieg bis in die späten 1920er Jahre wurden in Biblis viele Vereine gegründet, angefangen vom Fußballverein über den Gesangsverein und Heimatverein bis zum Radfahrverein. Am 1. November 1925 wurde in Biblis nach 300 Jahren wieder ein evangelischer Gottesdienst gehalten. Am 11./12. Februar 1929 führten Temperaturen von minus 21–26 °C dazu, dass der Rhein zufror. Am 1. November 1930 wurde in Biblis mit Adam Kärcher der letzte Bürgermeister frei gewählt, bevor die Nationalsozialisten die Bürgermeister einsetzten. 1932 führt der Sternmarsch der Erwerbslosen, der sogenannte „Hungersmarsch“, von Worms über Bürstadt, Biblis und Bensheim nach Darmstadt.
Am 6. Mai 1933 wurden Paul von Hindenburg und Adolf Hitler zu Ehrenbürgern von Biblis ernannt. In Hessen wurde am 3. Juli 1933 das „Gesetz zur Durchführung von Feldbereinigung zum Zwecke der Arbeitsbeschaffung im Zuge der Riedmelioration“ erlassen. In 13 Gemeinden der Provinz Starkenburg, darunter Biblis, wurde das Feldbereinigungsverfahren auf einer Fläche von 200.000 ha angeordnet. Im Verlauf dieses Meliorations- und Siedlungsprogramms entstanden die beiden Orte Riedrode und Worms-Rosengarten. In der Gemarkung Biblis werden im Zuge dieses Programms die Rohrlachwiesen zu Ackerland. 1934 wurde in Biblis ein Lager für den Reichsarbeitsdienst errichtet.
Im November 1938 brachte die sogenannte Reichskristallnacht den jüdischen Mitbürgern Not und Elend. Die Bibliser Synagoge wurde nur deshalb nicht angezündet, weil sie kurz zuvor an die Gemeinde Biblis verkauft worden war und durch die enge Bebauung auch die angrenzenden Häuser in Mitleidenschaft gezogen worden wären. Die Inneneinrichtung wurde jedoch durch eine Standarte der SA-Brigade 50 (Starkenburg), völlig zerstört. Von den 1933 in Biblis wohnenden rund 60 Menschen jüdischen Glaubens kamen etwa die Hälfte durch die Judenverfolgung ums Leben. Am 18. November 1938 meldeten die Behörden Biblis als judenfrei.
Zum 1. November 1938 trat eine umfassende Gebietsreform auf Kreisebene in Kraft. In der ehemaligen Provinz Starkenburg wurde der Kreis Bensheim aufgelöst und zum größten Teil dem Kreis Heppenheim zugeteilt. Der Kreis Heppenheim übernahm auch die Rechtsnachfolge des Kreises Bensheim und erhielt den neuen Namen Landkreis Bergstraße. Im Umland von Worms wurde der Landkreis Oppenheim aufgelöst und die rechtsrheinischen Gemeinden Lampertheim, Bürstadt, Hofheim Nordheim, Wattenheim und Biblis dem neugeschaffenen Landkreis Worms, der aus dem Kreis Worms hervorging, angegliedert.
Am 1. September 1939 begann der Zweite Weltkrieg. In Biblis machte sich dies 1939 neben der Einberufung von Soldaten durch Trecks und Einquartierungen von Menschen aus den geräumten Westgebieten bemerkbar. 1940 wurden in der Turnhalle französische Kriegsgefangene untergebracht, und am 22. Oktober 1942 wurden die Glocken der katholischen Pfarrkirche bis auf eine abgeholt. Beginnend ab 1942 und besonders ab 1944 war der verstärkte Luftkrieg gegen Deutschland auch in Biblis zu spüren. Große Fliegerverbände überquerten Biblis bei ihren Angriffen auf Worms. Ende Februar 1944 fiel eine Luftmine in die Nähe des Bahnhofs, wodurch ein großer Teil der Dächer des Ortes abgedeckt wurde. Die Arbeit auf den Feldern wurde durch die fortgesetzten Tieffliegerangriffe lebensgefährlich. Die Hitlerjugend und ältere Bürger von Biblis wurden 1944 zur Reaktivierung des Westwalls eingesetzt. In der Endphase des Zweiten Weltkrieges in Europa wurden am 20. März 1945 die Rheinbrücken bei Worms, Nordheim und Gernsheim gesprengt. Auch in Biblis wurden die Bruchbrücke und die Eisenbahnbrücke nach Mannheim über die Weschnitz gesprengt. Bei zwei weiteren Brücken konnten Bibliser Bürger die Sprengladungen entfernen. In der Nacht vom 22. auf 23. März gegen 23:30 Uhr setzten die Amerikaner bei Oppenheim mit Schwimmpanzern über den Rhein. Am 26. März wurde Biblis den amerikanischen Truppen kampflos übergeben. Biblis hatte in der Zeit von 1939 bis 1945 276 Kriegsopfer zu beklagen.

#### Militärflugplatz Biblis
In den Jahren 1936/37 wurde ein Teil des Bibliser Waldes für die Anlage eines Militärflugplatzes (49° 41′ 33,6″ N, 8° 29′ 41,2″ O) abgeholzt. Besonders ab 1944 wurde der Bibliser Flugplatz mehrfach durch Bomber angegriffen.
Am 2. April 1945 nahm die United States Army Air Forces (USAAF) den Flugplatz als Advanced Landing Ground ALG Y-78 in Betrieb und nutzte ihn bis in den Juli 1945. Danach wurde der Platz aufgegeben.

#### Nachkriegszeit bis heute
Mit der Errichtung von Groß-Hessen durch die amerikanische Militärregierung im Jahr 1945 wurden die rechtsrheinischen Gebiete und damit auch Biblis dem Landkreis Bergstraße zugeordnet. Das linksrheinische Kreisgebiet wurde 1946 im Regierungsbezirk Rheinhessen ein Teil von Rheinland-Pfalz.
Biblis nahm wie alle Gemeinden im Westen Deutschlands 1946 Ausgewiesene und Flüchtlinge aus dem Osten Deutschlands auf. Im Jahr 1949, im Jahr der Gründung der Bundesrepublik Deutschland, erhielt Biblis neue Kirchenglocken. 1951 wurde beim Bau der Gas- und Wasserleitung in Biblis eine Urne aus der Zeit 1800 v. Chr. gefunden. Außerdem wurde in Biblis mit dem Bau der evangelischen Kirche begonnen, die 1953 durch den Kirchenpräsidenten Martin Niemöller eingeweiht wurde. Weiter wurde 1951 auf dem ehemaligen Militärflugplatz am Bibliser Wald die Sendeanlage des US-amerikanischen Radio Free Europe errichtet. 1953 erhielt die Bibliser Schule einen Erweiterungsbau, und das erste Bibliser Gurkenfest fand statt. Dabei wurde auch die erste Gurkenkönigin gekürt. 1958 wurde die Sohle der Weschnitz 80 cm tiefer gelegt und der Bettquerschnitt erweitert. Bei diesen Arbeiten wurde die alte steinerne Brücke durch eine moderne ersetzt. 1960 wurde an der Weschnitz eine kleine Kapelle als Dank, dass Biblis von den Zerstörungen des Zweiten Weltkriegs verschont blieb, erbaut und in diesem Zusammenhang der „Gelobte Tag“ begangen.
Im Jahr 1961 wurde die Gemarkungsgröße mit 2250 ha angegeben, davon waren 178 ha Wald.
Am 13. Juni 1969 unterschrieb der Vorstand von RWE den Auftrag zur Errichtung des Kernkraftwerks Biblis, dessen Block A im Juli 1974 in Betrieb ging. Im Jahr 1970 übergab die Gemeinde Biblis das neue Feuerwehrhaus an die Freiwillige Feuerwehr Biblis sowie die Riedhalle, eine Mehrzweckhalle, der Schule und den ortsansässigen Vereinen. Im selben Jahr begannen die Ausgrabungen der Burg Stein an der Weschnitzmündung unter der wissenschaftlichen Leitung von Werner Jorns.
1971 ergab eine Zählung 78 Handwerksbetriebe. 1974 wurde der „Alte Friedhof“ in der Annastraße in die Grünanlage „Alter Friedhof“ umgestaltet. Außerdem wurde ein Ehrenhof für die Gefallenen der beiden Weltkriege angelegt. 1975 konnte die Einweihung des Pfarr- und Jugendzentrums „St. Bartholomäus“ in Biblis gefeiert werden. Am 14. November 1976 fand eine Protestversammlung gegen den geplanten Bau des Blocks C des Kernkraftwerks Biblis statt, welcher auch nie gebaut wurde. Im selben Jahr wurde eine Dienstaufsichtsbeschwerde der Kernkraftgegner gegen Bürgermeister Seib abgewiesen, und das alte Pumpwerk an der Weschnitz wurde durch ein neues ersetzt. Ebenso wurde die Umgehungsstraße L 3261 nach Worms über Wattenheim bzw. nach Jägersburg für den Verkehr freigegeben. 1978 konnte das neue evangelische Gemeindehaus eingeweiht werden, und am 24. November 1979 erfolgte der erste Spatenstich für das neue Bibliser Rathaus, das nach drei Jahren Bauzeit am 6. November 1981 eingeweiht wurde.

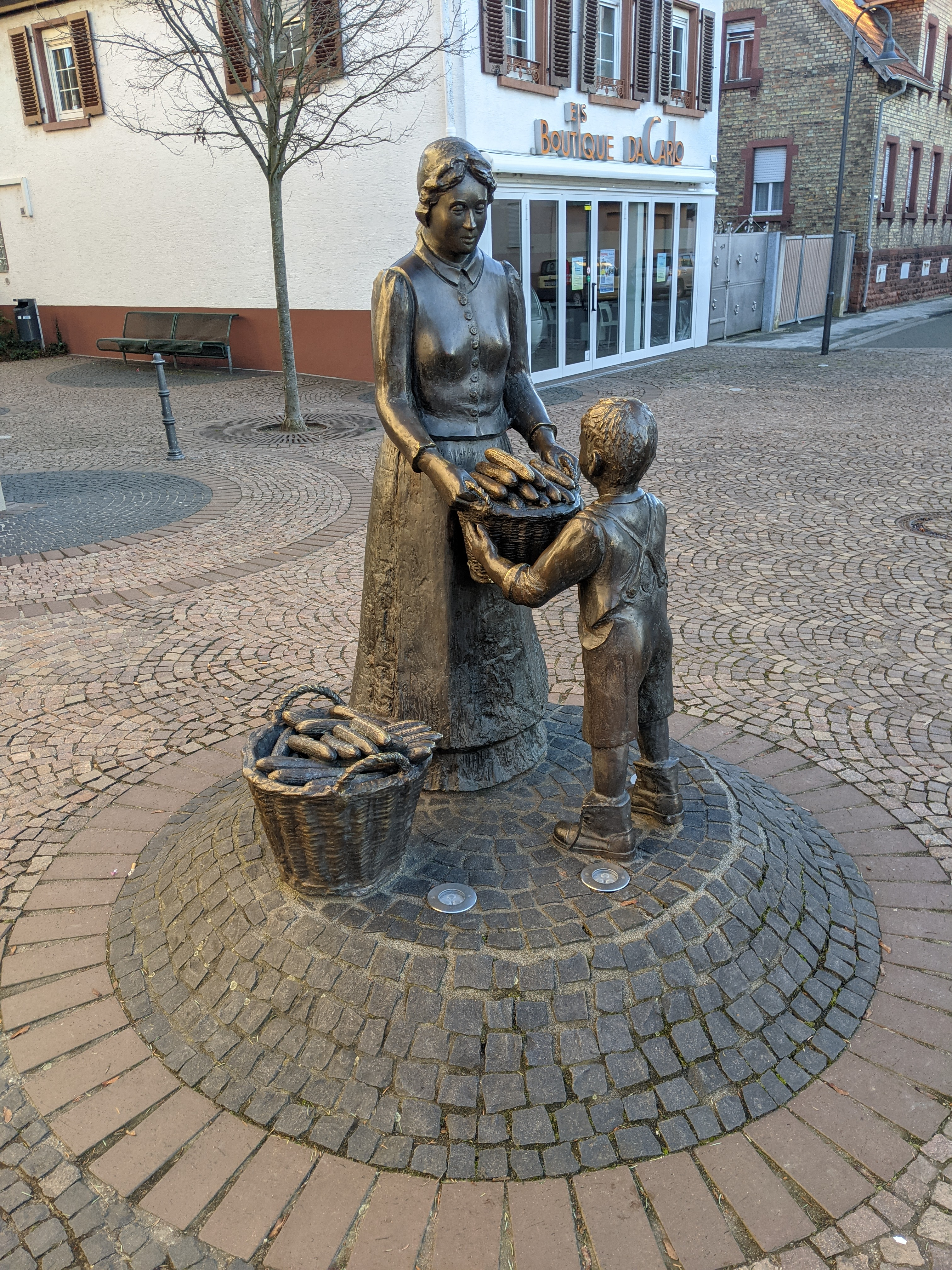
Denkmal Gurkenfrau vor dem Rathaus

Im Laufe der Industrialisierung wurde der ehemals landwirtschaftliche Charakter von Biblis verdrängt und zahlreiche Neubaugebiete entstanden. An die Gurkenmetropole, die Biblis gegen Ende des 19. Jahrhunderts bildete, erinnert nur noch das jährliche Gurkenfest mit der Krönung der Gurkenkönigin.

### Gerichte in Hessen
In der Landgrafschaft Hessen-Darmstadt wurde mit Ausführungsverordnung vom 9. Dezember 1803 das Gerichtswesen neu organisiert. Für das Fürstentum Starkenburg wurde das „Hofgericht Darmstadt“ als Gericht der zweiten Instanz eingerichtet. Die Rechtsprechung der ersten Instanz wurde durch die Ämter bzw. Standesherren vorgenommen. Für Biblis war damit die Amtsvogtei Lorsch zuständig. Mit Bildung der Landgerichte im Großherzogtum Hessen war ab 1821 das Landgericht Lorsch im Landratsbezirk Heppenheim das Gericht erster Instanz. Am 16. Dezember 1839 wurden auf Veranlassung des Großherzoglich Hessischen Ministeriums des Innern und der Justiz das Landgericht Gernsheim errichtet, dem aus dem Landgerichtsbezirk Lorsch die Orte Großrohrheim, Biblis, Wattenheim und Nordheim zugewiesen wurden.
Anlässlich der Einführung des Gerichtsverfassungsgesetzes mit Wirkung vom 1. Oktober 1879, infolge derer die bisherigen großherzoglich hessischen Landgerichte durch Amtsgerichte an gleicher Stelle ersetzt wurden, während die neu geschaffenen Landgerichte nun als Obergerichte fungierten, kam es zur Umbenennung in Amtsgericht Gernsheim und Zuteilung zum Bezirk des Landgerichts Darmstadt.
Mit Wirkung vom 1. Oktober 1934 wurde das Amtsgericht Gernsheim aufgehoben und aus dem aufgelösten Amtsgerichtsbezirk die Gemarkungen Biblis, Groß-Rohrheim, Hammer-Aue, Maulbeer-Aue, Nordheim und Wattenheim dem Amtsgericht Worms, die übrigen Gemarkungen dem Amtsgericht Groß-Gerau zugeteilt. Mit der 1945 erfolgten Zuordnung der rechtsrheinischen Orte des Kreises Worms zum Landkreis Bergstraße wechselte auch der Amtsgerichtsbezirk, und Biblis kam zum Amtsgericht Lampertheim.

### Eingemeindungen
Am 31. Dezember 1970 wurden im Zuge der Gebietsreform in Hessen die bis dahin eigenständigen Gemeinden Nordheim und Wattenheim auf freiwilliger Basis eingemeindet. Für die beiden Orte wurden Ortsbezirke mit Ortsbeirat und Ortsvorsteher nach der Hessischen Gemeindeordnung gebildet.

### Verwaltungsgeschichte im Überblick
Die folgende Liste zeigt die Staaten und Verwaltungseinheiten, denen Biblis angehört(e):
- vor 1782: Heiliges Römisches Reich, Kurfürstentum Mainz, Amt Starkenburg  (1461–1650 an Kurpfalz verpfändet), Zent Heppenheim
- ab 1782: Heiliges Römisches Reich, Kurfürstentum Mainz, Unteres Erzstift, Oberamt Starkenburg, Amtsvogtei Lorsch
- ab 1803: Heiliges Römisches Reich, Landgrafschaft Hessen-Darmstadt,[Anm. 2] Fürstentum Starkenburg, Amtsvogtei Lorsch
- ab 1806: Großherzogtum Hessen,[Anm. 3] Fürstentum Starkenburg, Amt Lorsch[29]
- ab 1815: Großherzogtum Hessen[Anm. 4], Provinz Starkenburg, Amt Lorsch
- ab 1821: Großherzogtum Hessen, Provinz Starkenburg, Landratsbezirk Heppenheim[Anm. 5]
- ab 1832: Großherzogtum Hessen, Provinz Starkenburg, Kreis Bensheim
- ab 1848: Großherzogtum Hessen, Regierungsbezirk Heppenheim
- ab 1852: Großherzogtum Hessen, Provinz Starkenburg, Kreis Bensheim
- ab 1867: Großherzogtum Hessen, Provinz Starkenburg, Kreis Heppenheim
- ab 1871: Deutsches Reich,[Anm. 6] Großherzogtum Hessen, Provinz Starkenburg, Kreis Heppenheim
- ab 1918: Deutsches Reich, Volksstaat Hessen,[Anm. 7] Provinz Starkenburg, Kreis Heppenheim
- ab 1938: Deutsches Reich, Volksstaat Hessen, Landkreis Worms[30][Anm. 8]
- ab 1945: Amerikanische Besatzungszone,[Anm. 9] Groß-Hessen, Regierungsbezirk Darmstadt, Landkreis Bergstraße
- ab 1946: Amerikanische Besatzungszone, Hessen, Regierungsbezirk Darmstadt, Landkreis Bergstraße
- ab 1949: Bundesrepublik Deutschland, Hessen, Regierungsbezirk Darmstadt, Landkreis Bergstraße

## Bevölkerung

### Einwohnerstruktur 2011
Nach den Erhebungen des Zensus 2011 lebten am Stichtag, dem 9. Mai 2011, in Biblis 8851 Einwohner. Darunter waren 545 (6,1 %) Ausländer, von denen 275 aus dem EU-Ausland, 195 aus anderen europäischen Ländern und 79 aus anderen Staaten kamen. (Bis zum Jahr 2020 erhöhte sich die Ausländerquote auf 12,8 %.) Nach dem Lebensalter waren 1452 Einwohner unter 18 Jahren, 3602 zwischen 18 und 49, 2049 zwischen 50 und 64 und 1737 Einwohner waren älter. Die Einwohner lebten in 3783 Haushalten. Davon waren 1032 Singlehaushalte, 1179 Paare ohne Kinder und 1224 Paare mit Kindern, sowie 291 Alleinerziehende und 57 Wohngemeinschaften. In 711 Haushalten lebten ausschließlich Senioren und in 2592 Haushaltungen lebten keine Senioren.

### Einwohnerentwicklung
| • 1623: | 81 Bürger                  |
| • 1719: | 883 Einwohner              |
| • 1806: | 1314 Einwohner, 194 Häuser |
| • 1812: | 1354 Einwohner, 154 Häuser |
| • 1829: | 2000 Einwohner, 224 Häuser |
| • 1867: | 2179 Einwohner, 387 Häuser |

| Biblis: Einwohnerzahlen von 1806 bis 2020 | Biblis: Einwohnerzahlen von 1806 bis 2020 | Biblis: Einwohnerzahlen von 1806 bis 2020 | Biblis: Einwohnerzahlen von 1806 bis 2020 | Biblis: Einwohnerzahlen von 1806 bis 2020 |
| --- | ----------------------------------------- | ----------------------------------------- | ----------------------------------------- | ----------------------------------------- |
| Jahr |                                           |                                           |                                           | Einwohner                                 |
| 1806 | 1806                                      |                                           | 1.314                                     | 1.314                                     |
| 1812 | 1812                                      |                                           | 1.354                                     | 1.354                                     |
| 1829 | 1829                                      |                                           | 2.000                                     | 2.000                                     |
| 1834 | 1834                                      |                                           | 2.073                                     | 2.073                                     |
| 1840 | 1840                                      |                                           | 2.250                                     | 2.250                                     |
| 1846 | 1846                                      |                                           | 2.215                                     | 2.215                                     |
| 1852 | 1852                                      |                                           | 2.276                                     | 2.276                                     |
| 1858 | 1858                                      |                                           | 2.141                                     | 2.141                                     |
| 1864 | 1864                                      |                                           | 2.185                                     | 2.185                                     |
| 1871 | 1871                                      |                                           | 2.229                                     | 2.229                                     |
| 1875 | 1875                                      |                                           | 2.282                                     | 2.282                                     |
| 1885 | 1885                                      |                                           | 2.269                                     | 2.269                                     |
| 1895 | 1895                                      |                                           | 2.662                                     | 2.662                                     |
| 1905 | 1905                                      |                                           | 2.725                                     | 2.725                                     |
| 1910 | 1910                                      |                                           | 2.840                                     | 2.840                                     |
| 1925 | 1925                                      |                                           | 3.149                                     | 3.149                                     |
| 1939 | 1939                                      |                                           | 3.552                                     | 3.552                                     |
| 1946 | 1946                                      |                                           | 4.571                                     | 4.571                                     |
| 1950 | 1950                                      |                                           | 4.818                                     | 4.818                                     |
| 1956 | 1956                                      |                                           | 4.884                                     | 4.884                                     |
| 1961 | 1961                                      |                                           | 5.335                                     | 5.335                                     |
| 1967 | 1967                                      |                                           | 5.487                                     | 5.487                                     |
| 1970 | 1970                                      |                                           | 5.605                                     | 5.605                                     |
| 1972 | 1972                                      |                                           | 8.190                                     | 8.190                                     |
| 1975 | 1975                                      |                                           | 8.351                                     | 8.351                                     |
| 1980 | 1980                                      |                                           | 7.973                                     | 7.973                                     |
| 1985 | 1985                                      |                                           | 8.112                                     | 8.112                                     |
| 1990 | 1990                                      |                                           | 8.225                                     | 8.225                                     |
| 1995 | 1995                                      |                                           | 8.629                                     | 8.629                                     |
| 2000 | 2000                                      |                                           | 8.650                                     | 8.650                                     |
| 2005 | 2005                                      |                                           | 8.927                                     | 8.927                                     |
| 2010 | 2010                                      |                                           | 8.757                                     | 8.757                                     |
| 2011 | 2011                                      |                                           | 8.851                                     | 8.851                                     |
| 2015 | 2015                                      |                                           | 8.910                                     | 8.910                                     |
| 2020 | 2020                                      |                                           | 9.135                                     | 9.135                                     |
| Datenquelle: Historisches Gemeindeverzeichnis für Hessen: Die Bevölkerung der Gemeinden 1834 bis 1967. Wiesbaden: Hessisches Statistisches Landesamt, 1968. Weitere Quellen: LAGIS; 1972; Hessisches Statistisches Informationssystem; Zensus 2011; Ab 1972 einschließlich der im Zuge der Gebietsreform in Hessen eingegliederten Orte. |                                           |                                           |                                           |                                           |

### Einwohnerentwicklung der Ortsteile
| Jahr | Biblis (Ort) | Nordheim | Wattenheim | zusammen |
| ---- | ------------ | -------- | ---------- | -------- |
| 1600 | 500          |          |            |          |
| 1806 | 1355         | 762      | 283        | 2400     |
| 1961 | 5335         | 1165     | 550        | 7050     |
| 1970 | 5605         | 1316     | 716        | 7637     |
| 1980 | 5888         | 1450     | 930        | 8268     |
| 1996 | 6287         | 1716     | 1069       | 9072     |
| 2002 | 6350         | 1755     | 1146       | 9251     |
| 2009 | 6308         | 1892     | 1147       | 9347     |
| 2011 | 6027         | 1746     | 1077       | 8851     |
| 2016 | 6175         | 1709     | 1107       | 8991     |
| 2020 | 6256         | 1767     | 1094       | 9117     |

Quelle: Gemeinde Biblis, 1961, 1970 und 2011: Volkszählungsergebnisse

### Religionszugehörigkeit
| • 1829: | 2 lutheranische (= 0,10 %), 75 jüdische (= 3,75 %) und 1923 katholische (= 96,15 %) Einwohner  |
| • 1961: | 702 evangelische (= 13,16 %), 4544 katholische (= 85,17 %) Einwohner                           |
| • 1987: | 2290 evangelische (= 28,45 %), 5045 katholische (= 62,69 %), 704 sonstige (= 8,75 %) Einwohner |
| • 2011: | 2483 evangelische (= 28,0 %), 4080 katholische (= 46,1 %), 2288 sonstige (= 25,9 %) Einwohner  |

### Erwerbstätigkeit
Die Gemeinde im Vergleich mit Landkreis, Regierungsbezirk Darmstadt und Hessen:
|                                                   | Jahr | Gemeinde | Landkreis | Regierungsbezirk | Hessen    |
| ------------------------------------------------- | ---- | -------- | --------- | ---------------- | --------- |
| Sozialversicherungspflichtig Beschäftigte         | 2017 | 1431     | 72.939    | 1.695.567        | 2.524.156 |
| Veränderung zu                                    | 2000 | −10,1 %  | +17,1 %   | +16,1 %          | +16,0 %   |
| davon Vollzeit                                    | 2017 | 74,6 %   | 70,8 %    | 72,8 %           | 71,8 %    |
| davon Teilzeit                                    | 2017 | 25,4 %   | 29,2 %    | 27,2 %           | 28,2 %    |
| Ausschließlich geringfügig entlohnte Beschäftigte | 2017 | 333      | 15.613    | 224.267          | 372.991   |
| Veränderung zu                                    | 2000 | −2,6 %   | −4,3 %    | +9,0 %           | +8,8 %    |

| Branche                         | Jahr | Gemeinde | Landkreis | Regierungsbezirk | Hessen |
| ------------------------------- | ---- | -------- | --------- | ---------------- | ------ |
| Produzierendes Gewerbe          | 2000 | 59,5 %   | 39,6 %    | 27,0 %           | 30,6 % |
|                                 | 2017 | 38,3 %   | 32,1 %    | 20,4 %           | 24,3 % |
| Handel, Gastgewerbe und Verkehr | 2000 | 16,6 %   | 25,1 %    | 26,4 %           | 25,1 % |
|                                 | 2017 | 24,3 %   | 25,8 %    | 24,7 %           | 23,8 % |
| Unternehmensdienstleistungen    | 2000 | 10,7 %   | 11,6 %    | 25,1 %           | 20,2 % |
|                                 | 2017 | 17,6 %   | 15,5 %    | 31,6 %           | 26,1 % |
| Sonstige Dienstleistungen       | 2000 | 12,1 %   | 22,0 %    | 20,1 %           | 22,5 % |
|                                 | 2017 | 18,8 %   | 25,3 %    | 23,0 %           | 25,4 % |
| Sonstiges (bzw. ohne Zuordnung) | 2000 | 01,1 %   | 01,7 %    | 01,4 %           | 01,5 % |
|                                 | 2017 | 01,0 %   | 01,1 %    | 00,3 %           | 00,4 % |

*) anonymisiert

## Politik

### Gemeindevertretung
Die Kommunalwahl am 14. März 2021 lieferte folgendes Ergebnis, in Vergleich gesetzt zu früheren Kommunalwahlen:
| Sitzverteilung in der Gemeindevertretung 2021Insgesamt 23 Sitze - SPD: 7 - FLB: 4 - LS: 1 - CDU: 11 | Parteien und Wählergemeinschaften | Parteien und Wählergemeinschaften           | % 2021 | Sitze 2021 | % 2016 | Sitze 2016 | % 2011 | Sitze 2011 | % 2006 | Sitze 2006 | % 2001 | Sitze 2001 |
| Sitzverteilung in der Gemeindevertretung 2021Insgesamt 23 Sitze - SPD: 7 - FLB: 4 - LS: 1 - CDU: 11 | CDU                               | Christlich Demokratische Union Deutschlands | 45,4   | 11         | 40,8   | 9          | 43,3   | 10         | 50,3   | 12         | 47,4   | 15         |
| Sitzverteilung in der Gemeindevertretung 2021Insgesamt 23 Sitze - SPD: 7 - FLB: 4 - LS: 1 - CDU: 11 | SPD                               | Sozialdemokratische Partei Deutschlands     | 30,0   | 7          | 27,9   | 7          | 34,0   | 8          | 32,9   | 8          | 38,7   | 12         |
| Sitzverteilung in der Gemeindevertretung 2021Insgesamt 23 Sitze - SPD: 7 - FLB: 4 - LS: 1 - CDU: 11 | FLB                               | Freie Liste Biblis                          | 19,3   | 4          | 31,4   | 7          | 22,7   | 5          | 10,2   | 2          | 6,0    | 2          |
| Sitzverteilung in der Gemeindevertretung 2021Insgesamt 23 Sitze - SPD: 7 - FLB: 4 - LS: 1 - CDU: 11 | LS                                | Liste Scheib                                | 5,4    | 1          | –      | –          | –      | –          | –      | –          | –      | –          |
| Sitzverteilung in der Gemeindevertretung 2021Insgesamt 23 Sitze - SPD: 7 - FLB: 4 - LS: 1 - CDU: 11 | BBF                               | Bibliser Bürger Forum                       | –      | –          | –      | –          | –      | –          | 6,6    | 1          | 7,9    | 2          |
| Sitzverteilung in der Gemeindevertretung 2021Insgesamt 23 Sitze - SPD: 7 - FLB: 4 - LS: 1 - CDU: 11 | gesamt                            | gesamt                                      | 100,0  | 23         | 100,0  | 23         | 100,0  | 23         | 100,0  | 23         | 100,0  | 31         |
| Sitzverteilung in der Gemeindevertretung 2021Insgesamt 23 Sitze - SPD: 7 - FLB: 4 - LS: 1 - CDU: 11 | Wahlbeteiligung in %              | Wahlbeteiligung in %                        | 53,9   | 53,9       | 49,9   | 49,9       | 48,2   | 48,2       | 43,9   | 43,9       | 53,8   | 53,8       |

Der Ortsverband von Bündnis 90/Die Grünen ist aufgelöst.

### Bürgermeister
Nach der hessischen Kommunalverfassung wird der Bürgermeister für eine sechsjährige Amtszeit gewählt, seit dem Jahr 1993 in einer Direktwahl, und ist Vorsitzender des Gemeindevorstands, dem in der Gemeinde Biblis neben dem Bürgermeister ehrenamtlich ein Erster Beigeordneter und sieben weitere Beigeordnete angehören. Bürgermeister ist seit dem 1. April 2020 der parteiunabhängige Volker Scheib. Er setzte sich am 27. Oktober 2019 im ersten Wahlgang gegen Amtsinhaber Felix Kusicka (CDU), der sich um eine zweite Amtszeit beworben hatte, bei 62,0 Prozent Wahlbeteiligung mit 59,2 Prozent der Stimmen durch.
Amtszeiten der Bürgermeister
- 2020–2026 Volker Scheib[45]
- 2014–2020 Felix Kusicka (CDU)[48]
- 2002–2014 Hildegard Cornelius-Gaus
- 1996–2002 Alfred Kappel (CDU)[49]
- 1984–1996 Siegmund Piegsa (CDU)[50]
- 1964–1984 Josef Seib (CDU) (1920–1985)[51]

### Ortsbezirke
Folgende Ortsbezirke mit Ortsbeirat und Ortsvorsteher nach der Hessischen Gemeindeordnung gibt es im Gemeindegebiet:
- Ortsbezirk Nordheim (Gebiete der ehemaligen Gemeinde Nordheim). Der Ortsbeirat besteht aus sieben Mitgliedern.
- Ortsbezirk Wattenheim (Gebiete der ehemaligen Gemeinde Wattenheim). Der Ortsbeirat besteht aus sieben Mitgliedern.

### Wappen und Flagge
Wappen

Blasonierung: „In Blau ein linksgewandter, radloser, silberner Pflug über einer silbernen Wasserlilie (Seerose).“
Das Recht zur Führung eines Wappens wurde Biblis am 2. November 1950 durch den Hessischen Innenminister Verliehen. Gestaltet wurde es durch den Darmstädter Heraldiker Georg Massoth.
Das Wappen stellt den Kampf früherer Bibliser gegen den Sumpf dar. Sie machten mit damals noch primitiven Gerätschaften schilfiges Gelände urbar. Die Wasserrose versinnbildlicht das Ried, während der Pflug die Rodung des Landes und die Landwirtschaft symbolisiert. Der Pflug kommt seit dem 16. Jahrhundert in den Siegeln des Ortes vor, seit 1607 auch die Wasserrose.
 Flagge 
Die Flagge wurde der Gemeinde am 9. August 1966 genehmigt und wird wie folgt beschrieben: 
Flaggenbeschreibung: „Auf dem von Rot und Weiß im oberen Drittel geständerten Flaggentuch im Kreuzpunkt aufgelegt das Gemeindewappen.“

### Partnerschaften
Mit folgenden Gemeinden bestehen Gemeindepartnerschaften:
- Gravelines, Frankreich (seit 1986)
- Nittenau, Oberpfalz (seit 2000)
- Kąty Wrocławskie, Polen (seit 2002)

## Religionen

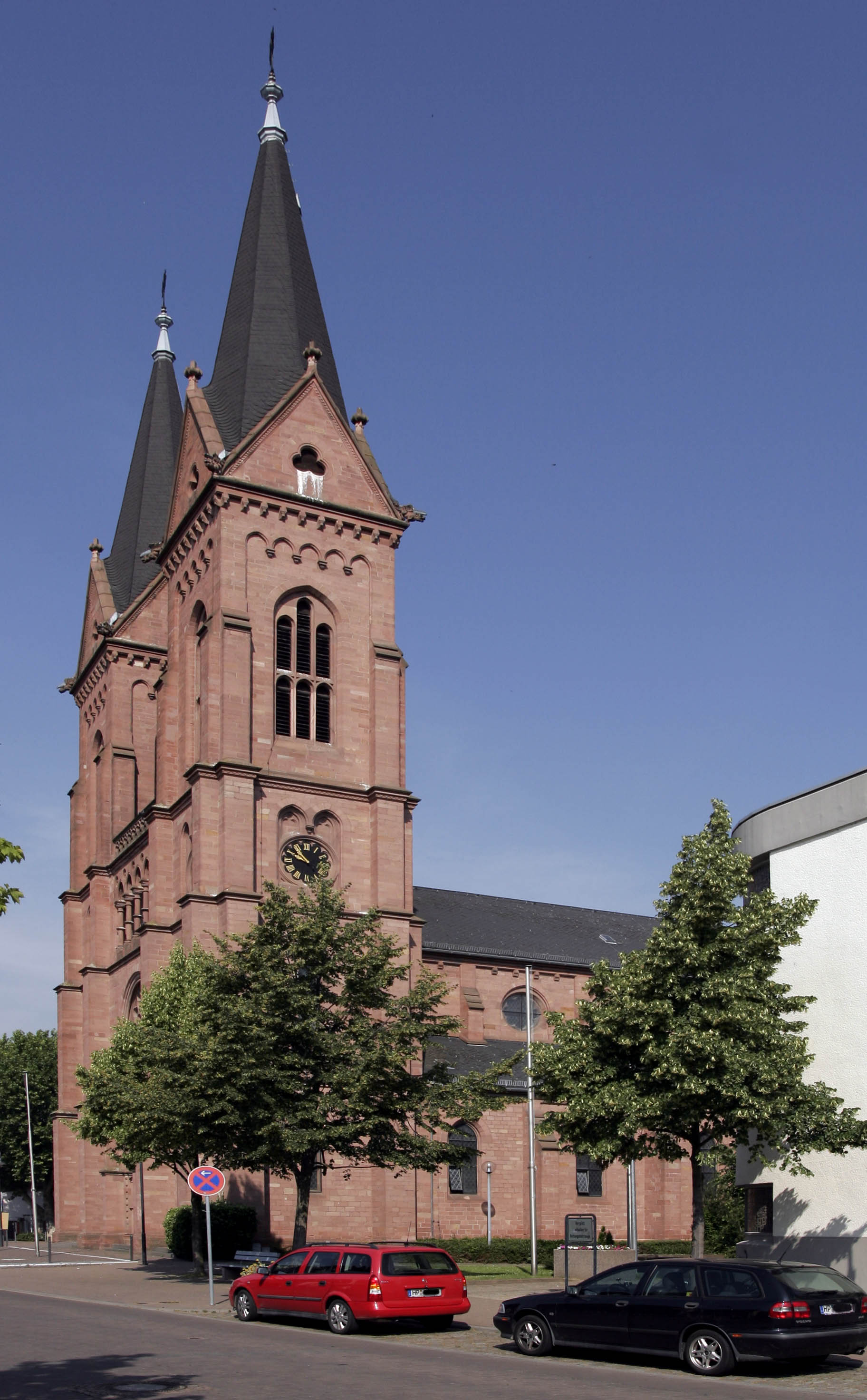
St. Bartholomäuskirche

### Katholische Gemeinde St. Bartholomäus
Die St. Bartholomäuskirche stammt aus dem Jahr 1865. Die Vorläuferkirche wurde durch die stark angewachsene Einwohnerzahl zu klein.
Die Pläne zur jetzigen Kirche erstellte der damalige großherzoglich-hessische Kreisbaumeister Christian Horst. Er entwarf die Kirche als neu-frühgotische dreischiffige Säulenbasilika mit Chor und Querhaus nach dem Vorbild der Marburger Elisabethkirche.
Die katholische Gemeinde Biblis gehört zur katholischen Pfarrgruppe Biblis. Diese besteht aus den Pfarrgemeinden
- St. Bartholomäus Biblis
- St. Christophorus Wattenheim
- St. Theresia v.K.J. Groß-Rohrheim
- St. Antonius Nordheim

### Evangelische Gemeinde Biblis
Das einstmals reformierte Biblis wurde 1623 durch gegenreformatorische Maßnahmen römisch-katholisch. Nachdem 1634 der letzte protestantische Pfarrer Zarlen das Dorf hatte verlassen müssen, war Biblis für die nächsten Jahrhunderte ein rein katholisches Dorf.
Erst nach 1900 gab es in Biblis wieder einige wenige evangelische Christen. So wurden im Jahre 1910 83 Protestanten gezählt.
Am 14. Oktober 1925 wurde aufgrund der Initiative von Pfarrer Körbel aus Groß-Rohrheim die evangelische Kirchengemeinde Biblis gegründet. Der erste evangelische Gottesdienst konnte nach fast 300 Jahren am 1. November 1925 mit der Feier des heiligen Abendmahls im festlich geschmückten Rathaussaal gefeiert werden. An dem Festgottesdienst nahmen 62 Erwachsene und 12 Kinder teil. Im Januar 1927 wurde für 1750 Mark ein Kirchenbauplatz am damaligen Ortsausgang Richtung Groß-Rohrheim gekauft. Dieser Bauplatz wurde im Zuge der Feldbereinigung von 1935/1936 gegen einen wesentlich größeren Platz unter Aufzahlung eines Betrages von 2568,05 Mark eingetauscht. Es war der Platz, auf dem heute die evangelische Kirche steht. Im Jahre 1936 wurde ein Architekt beauftragt, einen Plan für eine kleine Kirche auszuarbeiten. Das Bauvorhaben wurde im November 1938 abgelehnt. Der erste Spatenstich zum Bau der Kirche wurde schließlich am 9. September 1951 vorgenommen, und am 13. September 1953 fand die Einweihung der Kirche durch den Kirchenpräsidenten Martin Niemöller statt. Die Zeit der Provisorien und der räumlichen Enge der Gottesdienststätten war zu Ende, die evangelische Kirchengemeinde, eine unierte Gemeinde, hatte ein eigenes Gotteshaus.
Erster Pfarrvikar für Biblis wurde im Dezember 1963 Pfarrer Machmar. Der Antrag zur Umwandlung der Pfarrvikarstelle in eine eigenständige Pfarrstelle wurde durch die Kirchenleitung abgelehnt. Im September 1973 beschloss eine Versammlung der Kirchenvorstände von Biblis und Nordheim mit Dekan Schulten und Probst Schmidt, dass Nordheim Sitz der Pfarrstelle blieb und Biblis als Pfarrvikarstelle von dort mitverwaltet wurde. Bis heute hat sich daran nichts geändert. Pfarrstelleninhaber ist derzeit Pfarrer Arne Polzer, Pfarrvikarstelleninhaber war Pfarrer Klaus Wetzel. Im Jahre 1978 wurde das Gemeindezentrum gebaut.

### Jüdische Gemeinde
In Biblis bestand vom 18. Jahrhundert an bis 1938 eine jüdische Gemeinde. In der Mitte des 19. Jahrhunderts zählte sie etwa 200 Mitglieder (etwa 8 % der Gesamteinwohnerschaft). Unter Rabbiner Salomon Bodenheimer (1813–1886) wurden eine Talmud-Tora-Schule und weitere regional bedeutende Einrichtungen gegründet. Die Synagoge der Gemeinde (Grundstück Enggasse 6) wurde 1832 erbaut, beim Novemberpogrom 1938 durch SA-Leute geschändet und im Inneren völlig verwüstet, danach zweckentfremdet genutzt und 1981 abgebrochen. Ein Gedenkstein erinnert noch an das vergangene Bauwerk. Mindestens 13 frühere jüdische Einwohner von Biblis wurden nach den Deportationen in Vernichtungslagern ermordet.

## Kultur und Sehenswürdigkeiten

### Kultur
- Filminsel Biblis, ein kommunales Kino
- (Kultur-)Scheune in Biblis-Wattenheim
- Turngemeinde 1906 Biblis (mit fast 1200 Mitgliedern größter Verein in Biblis. Abteilungen: Turnen, Handball, Karneval, Taekwon-Do, Badminton, Wandern, Sportabzeichen, Lauftreff, Rehasport, Tanzen)[56]

### Schutzgebiete
Auf der Gemeindefläche von Biblis befinden sich drei Naturschutzgebiete: Die Hammer Aue von Gernsheim und Groß-Rohrheim, die auch als FFH-Gebiet ausgewiesen ist, der Steiner Wald von Nordheim und die Lochwiesen von Biblis. Die gesamte Gemarkung ist Teil des Naturparks Bergstraße-Odenwald. Entlang des Rheinufers befindet sich das Landschaftsschutzgebiet „Hessische Rheinuferlandschaft“. Die größte Fläche umfasst das Vogelschutzgebiet „Rheinauen bei Biblis und Groß-Rohrheim“ zwischen dem Rhein und den Siedlungsbereichen von Nordheim, Wattenheim, Biblis und Groß-Rohrheim.
Für Biblis hat der Landkreis Bergstraße zwei besonders starke Stieleichen als Naturdenkmale ausgewiesen.

### Veranstaltungen
Jährlich am letzten Freitag im Juni beginnt das Gurkenfest in Biblis, ein Straßenfest mit Straußwirtschaften, Livemusik, Tanz und Unterhaltung, das anlässlich der früher wichtigen Gurkenernte eingeführt wurde. Höhepunkt des Gurkenfestes ist die Krönung der Bibliser Gurkenkönigin.

## Wirtschaft und Infrastruktur

### Flächennutzung
Das Gemeindegebiet umfasst eine Gesamtfläche von 4044 Hektar, davon entfallen in ha auf:
| Nutzungsart             | Nutzungsart             | 2011 | 2015 |
| ----------------------- | ----------------------- | ---- | ---- |
| Gebäude- und Freifläche | Gebäude- und Freifläche | 316  | 360  |
| davon                   | Wohnen                  | 152  | 152  |
|                         | Gewerbe                 | 8    | 21   |
| Betriebsfläche          | Betriebsfläche          | 15   | 25   |
| davon                   | Abbauland               | 1    | 11   |
| Erholungsfläche         | Erholungsfläche         | 159  | 148  |
| davon                   | Grünanlage              | 14   | 15   |
| Verkehrsfläche          | Verkehrsfläche          | 228  | 230  |
| Landwirtschaftsfläche   | Landwirtschaftsfläche   | 2495 | 2504 |
| davon                   | Moor                    | 0    | 0    |
|                         | Heide                   | 0    | 0    |
| Waldfläche              | Waldfläche              | 382  | 381  |
| Wasserfläche            | Wasserfläche            | 348  | 368  |
| Sonstige Nutzung        | Sonstige Nutzung        | 100  | 56   |

### Verkehr

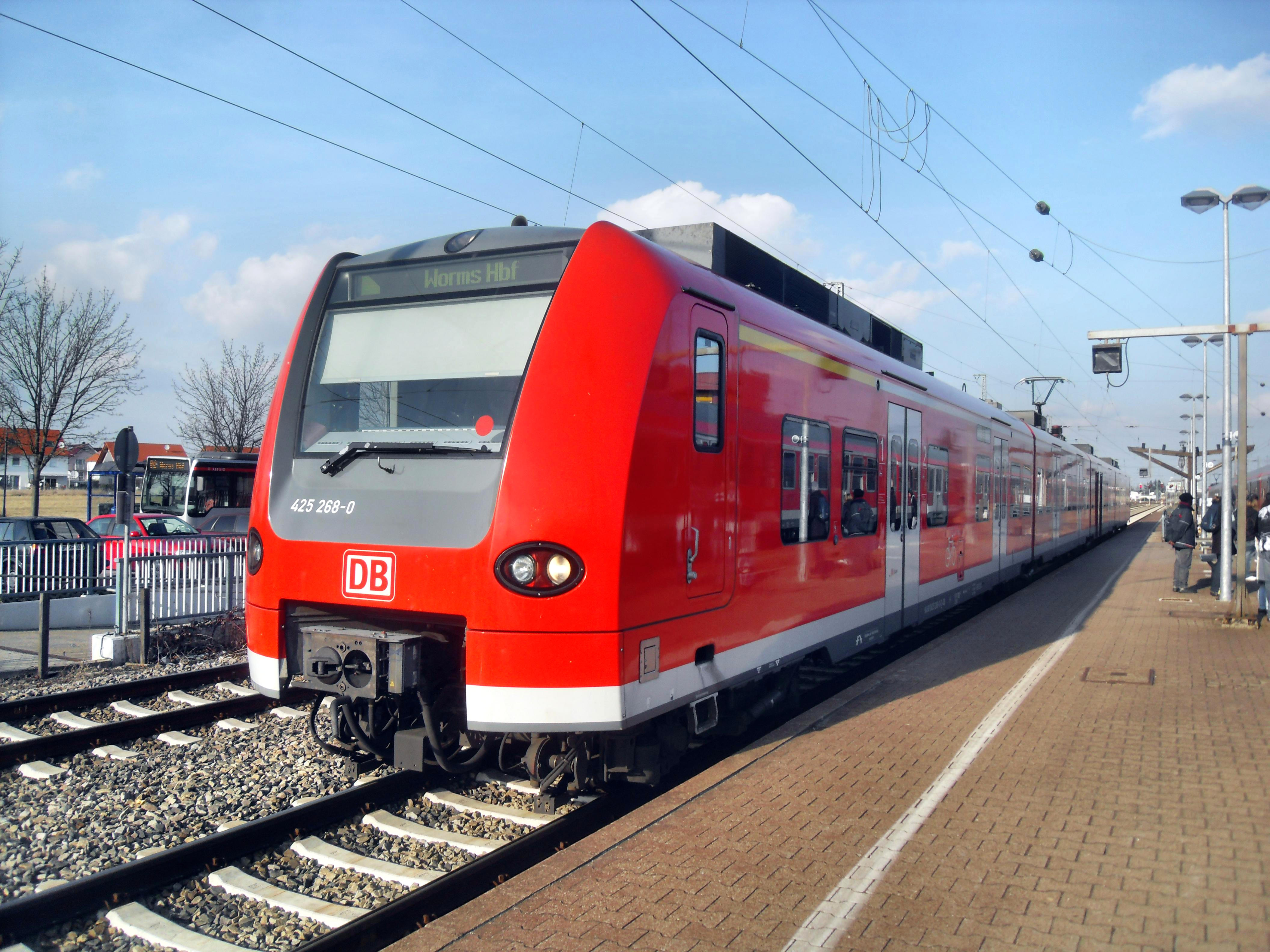
Regionalbahn im Bibliser Bahnhof

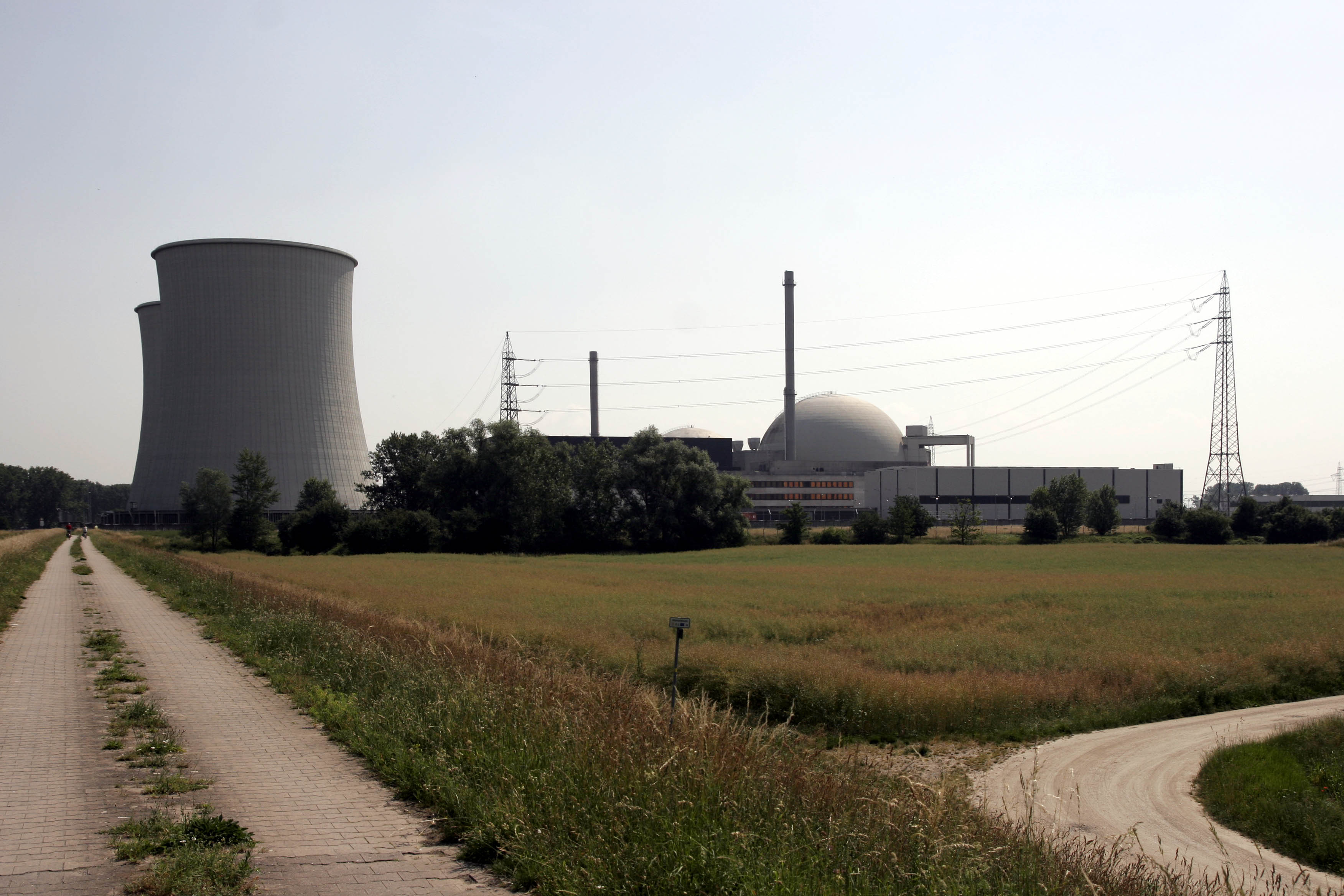
KKW Biblis

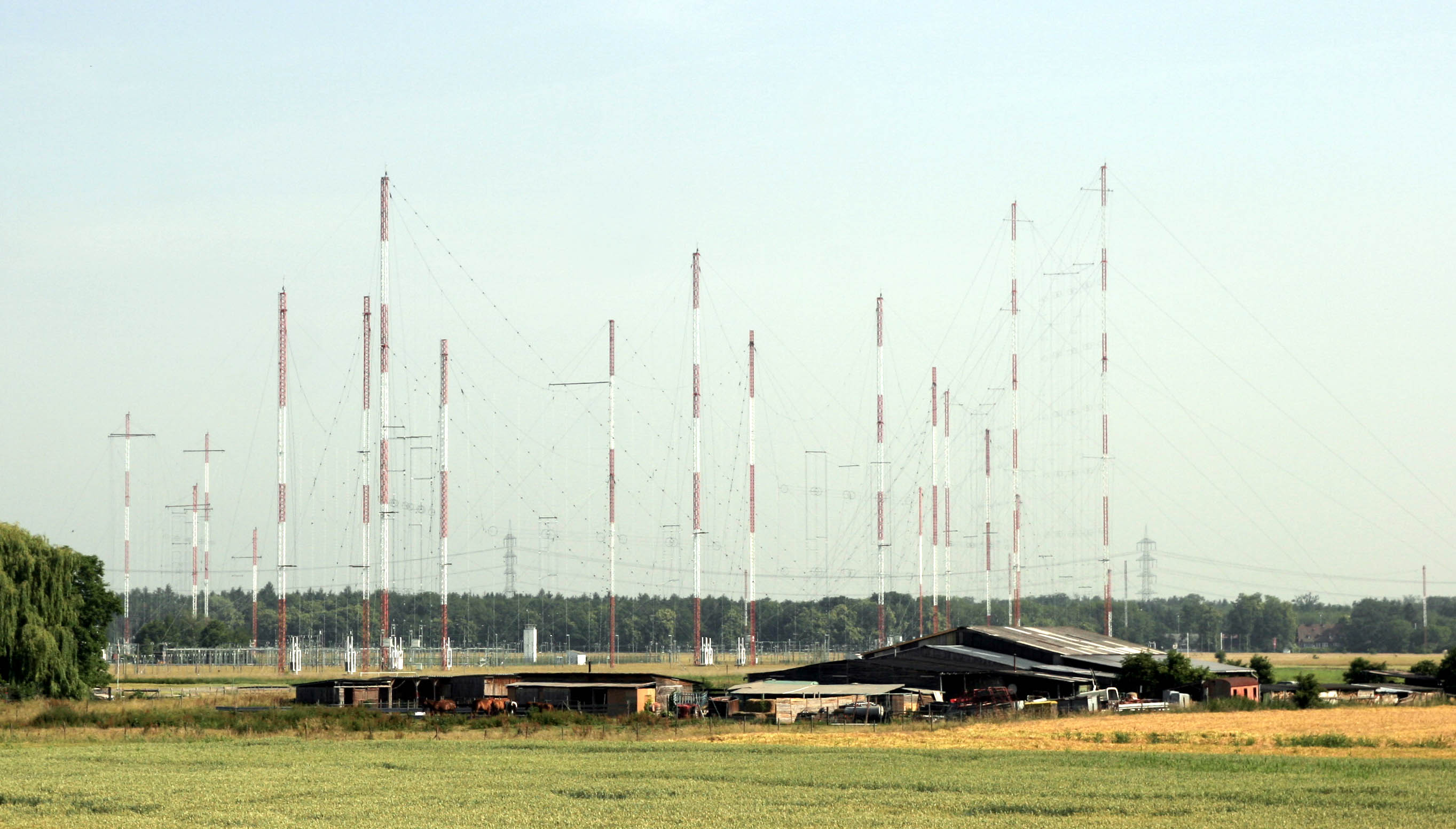
Sendeanlage von Radio Free Europe

Biblis liegt an der B 44 und der Landesstraße 3261. Autobahnanschlüsse sind in Lorsch, Heppenheim und Gernsheim in etwa zehn Kilometern Entfernung. In Biblis gibt es über den Bahnhof Biblis Direktverbindungen über die Riedbahn nach Mannheim (halbstündlich) und Frankfurt am Main (stündlich) und über die Bahnstrecke Darmstadt–Worms nach Worms (stündlich). Indirekt besteht eine Verbindung über die Nibelungenbahn nach Bensheim (stündlich).

### Bildung
- Katholische Kindertagesstätte Sonnenschein (Biblis)
- Kindertagesstätte Pusteblume (Biblis)
- Kindertagesstätte Glückskäfer (Ortsteil Wattenheim)
- Evangelische Kindertagesstätte Nordheim
- Schule in den Weschnitzauen (Grundschule Biblis)
- Steinerwaldschule Nordheim und Wattenheim

### Kernkraftwerk
Siehe Hauptartikel: Kernkraftwerk Biblis.
Biblis ist Standort des Kernkraftwerks Biblis mit den zwei Blöcken Biblis A (1974 bis 2011 in Betrieb) und Biblis B (1976 bis 2011 in Betrieb) sowie eines der Zwischenlager für Castorbehälter.
Das Kraftwerk war für die wirtschaftliche Situation des Ortes von zentraler Bedeutung. Das Medium Spiegel Online verwendete den Ort im September 2010 als Beispiel für eine mit der Kernkraft verbundene wirtschaftliche Macht und die auf dieser begründete Abhängigkeit und Loyalität einer Region zur Atomenergie. Der Atomausstieg führt in Biblis zu einem Haushaltsdefizit von 3,5 Millionen Euro.

### Sonstige Anlagen
- Etwa 2,5 Kilometer östlich von Biblis befindet sich südlich der Landesstraße 3261 auf dem Gelände des ehemaligen Militärflugplatzes eine Kurzwellen-Sendeanlage, die vom US-amerikanischen International Broadcasting Bureau betrieben wird und der Ausstrahlung der Programme von Radio Free Europe und Radio Liberty dient
- Bei Nordheim kreuzen drei parallel verlaufende Freileitungen des Hochspannungsnetzes auf bis zu 103 Meter hohen Masten den Rhein
- Die Sporthalle Pfaffenau, Trainingsstätte der Handballer der TG Biblis, wurde durch eine Spende der RWE ermöglicht[43]

## Persönlichkeiten
- Heinrich Frank (* 1805 in Biblis; † 1878 in Darmstadt), Richter und Abgeordneter der 2. Kammer der Landstände des Großherzogtums Hessen, Sohn des Bilbliser Bürgermeisters Heinrich Frank (1772–1854)
- Zachary Hochschild (* 1854 in Biblis; † 1912 in München), Mitbegründer der Frankfurter Metallgesellschaft und der Metallurgischen Gesellschaft, Vetter von Moritz Hochschild
- Hugo Sellheim (* 1871 in Biblis; † 1936 in Leipzig), Gynäkologe
- Moritz Hochschild (* 1881 in Biblis; † 1965 in Paris), führender Bergbauunternehmer in Lateinamerika in der ersten Hälfte des 20. Jahrhunderts und Vetter von Zachary Hochschild
- Klaus Schlappner (* 1940 in Lampertheim), Fußballtrainer
- Uwe Ochsenknecht (* 1956 in Biblis), Schauspieler